# Clásica de Alcobendas
A Clásica Internacional de Alcobendas é uma prova de ciclismo por etapas disputada em Alcobendas (Madrid). Criada em 1984, mas não disputada em 1988 e 1990, o seu formato foi de uma prova de um só dia até 2000, desde então passou a ser uma prova de três etapas. Está inscrita no UCI Europe Tour na categoria 2.1 desde 2005.

## Palmarés
| Ano  | Vencedor              | Nacionalidade | Etapas |
| ---- | --------------------- | ------------- | ------ |
| 1984 | Alain de Vuyst        | Países Baixos | 1      |
| 1985 | José E. Carrera       | Espanha       | 1      |
| 1986 | Roberto Rodríguez     | Cuba          | 1      |
| 1987 | Jesús Núñez Lazo      | Cuba          | 1      |
| 1989 | Kiko García           | Espanha       | 1      |
| 1991 | Ángel Edo             | Espanha       | 1      |
| 1992 | Kiko García           | Espanha       | 1      |
| 1993 | Laurent Jalabert      | França        | 1      |
| 1994 | Abraham Olano         | Espanha       | 1      |
| 1995 | Federico Colonna      | Itália        | 1      |
| 1996 | Stefano Cembali       | Itália        | 1      |
| 1997 | Sergej Smetanine      | Rússia        | 1      |
| 1998 | Juan Carlos Domínguez | Espanha       | 1      |
| 1999 | Juan Carlos Domínguez | Espanha       | 1      |
| 2000 | Henk Vogels           | Austrália     | 1      |
| 2001 | Abraham Olano         | Espanha       | 3      |
| 2002 | David Moncoutié       | França        | 3      |
| 2003 | Joseba Beloki         | Espanha       | 3      |
| 2004 | Iban Mayo             | Espanha       | 3      |
| 2005 | Pavel Tonkov          | Rússia        | 3      |
| 2006 | Jan Hruska            | Chéquia       | 3      |
| 2007 | Luis Pérez            | Espanha       | 3      |
| 2008 | Ezequiel Mosquera     | Espanha       | 3      |

## Palmarés por país
- Espanha, 12
- Cuba, 2
- França, 2
- Itália, 2
- Rússia, 2
- Países Baixos, 1
- Austrália, 1
- Chéquia, 1